# Galbella angolensis
Galbella angolensis es una especie de escarabajo del género Galbella, familia Buprestidae. Fue descrita científicamente por Théry en 1947.